# Nördesttjärnen, Ångermanland
Nördesttjärnen är en sjö i Örnsköldsviks kommun i Ångermanland och ingår i Husåns huvudavrinningsområde.